# P. C. Young
P. C. Young (* im 19. oder 20. Jahrhundert) ist/war ein US-amerikanischer Filmtechniker, der mit einem Oscar für technische Verdienste ausgezeichnet wurde.
Young, der zu der Zeit beim M-G-M Studio Projection Department tätig war, wurde 1954/1955 bei den 27. Annual Academy Awards mit der sogenannten Class III-Auszeichnung, einem Oscar-Zertifikat, ausgezeichnet. Der Oscar für technische Verdienste würdigt herausragende Leistungen auf dem Gebiet der Verbesserung technischer Geräte und Methoden in der Filmwirtschaft. Young erhielt die Auszeichnung für die praktische Anwendung eines variablen Brennweitenvorsatzes an Filmprojektorobjektiven („For the practical application of a variable focal length attachment to motion picture projector lenses“).
Über Youngs Werdegang, seine berufliche Laufbahn und sein Leben allgemein liegen keine Erkenntnisse vor.